# Ahmed Zaouche (architecte)
Pour les articles homonymes, voir Famille Zaouche.
Ne doit pas être confondu avec l'homme politique Ahmed Zaouche.
Ahmed Zaouche, né en 1982 à Tunis, est un architecte, urbaniste et politologue tunisien, spécialiste du patrimoine matériel du Maghreb. Il est l'arrière-petit-fils d'Abdeljelil Zaouche.

## Biographie

### Formation
Natif de la médina de Tunis, Ahmed Zaouche est diplômé de l'Institut d'études politiques de Paris et de l'École spéciale d'architecture. Il a aussi étudié à l'université Carleton d'Ottawa et à l'université du Costa Rica. Il est également doctorant à l'université Panthéon-Sorbonne.

### Carrière professionnelle
Ahmed Zaouche est fonctionnaire international à l'Organisation des Nations unies pour l'éducation, la science et la culture (Unesco). En 2022, il est nommé conseiller pour la culture auprès de la directrice générale de l'Unesco Audrey Azoulay. Il exerce auparavant les fonctions de manager de programme au sein du bureau régional pour les pays du Golfe et le Yémen (basé au Qatar). Avant de rejoindre Doha, il a travaillé au siège de l'organisation au sein du secteur des sciences humaines et sociales et a travaillé au bureau régional de Rabat et en Tunisie, notamment pour le Fonds des Nations unies pour la population et le Programme des Nations unies pour le développement où il a conduit des programmes de développement axés sur la promotion des droits de l'homme, la protection du patrimoine et le soutien aux industries créatives et culturelles.
Il a également travaillé au sein d'agences de conseil à Paris et a contribué à des missions d'assistance technique (urbanisme et transport) auprès de plusieurs collectivités territoriales.

### Publications
Ahmed Zaouche a participé à plusieurs ouvrages sur l'architecture, les arts et le patrimoine au Maghreb, comme Tunis : architectures 1860-1960 publié en 2011. Il a également publié des entretiens avec des figures majeures des arts et de l'architecture dont Daniel Buren, Claude Parent, Felice Varini, Raymond Depardon, Didier Faustino ou Benedetta Tagliabue.
Il a collaboré avec des groupes de presse et d'édition dont Innovapresse (D'Architectures), ESA Productions, Archibat ainsi que le magazine Maisons de Tunisie dont il a été le conseiller de rédaction. Il intervient également comme enseignant invité ou membre de jury dans diverses écoles d'art (École nationale supérieure d'architecture de Paris-La Villette, École nationale d'architecture et d'urbanisme, etc.).

### Autres activités
Depuis 2012, Il est cofondateur et secrétaire général de l'association Actions citoyennes en médina (L'mdina Wel Rabtine) et, à ce titre, coproducteur de l'exposition internationale « Regards posés. Hammams de la médina de Tunis » réunissant 19 photographes tunisiens et européens et présentée d'abord au palais Kheireddine, le musée de la ville de Tunis, du 11 juillet au 30 juillet 2014 puis à l'Institut des cultures d'Islam (Paris) du 11 février au 3 avril 2016, sous le patronage de l'Unesco. Il est l'un des fondateurs de l'association Patrimoine 19-20, créée en 2011 en Tunisie et œuvrant pour la protection du patrimoine des XIXe et XXe siècles.
À la suite de la révolution de 2011, il est invité et interviewé par plusieurs médias pour analyser les enjeux liés à la sauvegarde du patrimoine en Tunisie (France 24, Le Point, Radio France internationale, France Culture, la Radio des Nations unies, Al Huffington Post, Tunisie.co, Jeune Afrique, CityLab, etc.). Il est également gestionnaire du fonds d'archives de la famille Zaouche et soutient régulièrement des projets éditoriaux ou de recherche ayant trait à l'histoire culturelle, politique et sociale de la Tunisie (XVIIIe et XXe siècles).